# Hjuldjur
Hjuldjur (Rotifera) är mikroskopiska vattenlevande flercelliga djur som blir ungefär 1 mm som fullvuxna.
Ryska forskare i har i nordöstra Sibirien hittat hjuldjur som legat i dvala i 24 000 år. När hjuldjuren tinade så vaknade de ur dvalan och levde i ytterligare en månad.

## Anatomi
Hjuldjurens namn kommer av det så kallade hjulorganet som viftar ned föda i munnen och som används till förflyttning. Dessa små organismer som sällan blir större än en millimeter livnär sig på både döda och levande växter och djur. Trots att hjuldjuren är så små har de en matsmältningskanal. Även födan är i litet format - mikroskopiska växter, djurplankton och bakterier. 
De flesta arter är av fastsittande typ, en längre eller kortare period. De sitter fast med ett slags fot på bakkroppen. Andra flyter omkring som plankton.

## Ekologi
Hjuldjur finns i många sötvattensmiljöer såsom sjöbottnar, likväl som i rinnande vattenmiljöer, men även i fuktig jord. Där finns de i de tunna vattenskikten som ligger runt jordpartiklarna. Hjuldjur är även vanliga i avloppsrör, vattenpölar och på svampar som växer nära döda träd. Så trots att hjuldjuren är vattenlevande, kan man finna dem nästan var som helst där det finns vatten. Vissa arter klarar även salt och bräckt vatten. Det finns en oerhörd mångfald och man får nästan garanterat med dem i alla sötvattenprover.
Hjuldjurets förökning är enkel och går till på så sätt att honorna bär på ägg som befruktas och sedan kläcks. I vissa fall kan det förekomma jungfrufödsel (partenogenes), när ägg som inte är befruktade kläcks. Hos de flesta hjuldjur är antalet hanar nedsatt, och de kan till och med vara obefintliga. Vissa arter lägger två typer av ägg: en sort som utvecklas till normala honor, medan den andra utvecklas till en degenererad hane som inte kan föda sig själv och existerar endast för uppgiften att producera sperma.
Livslängden för honor är omkring en till två veckor.
Fiender är större djurplankton och andra vattendjur som livnär sig på mikroskopiska djur.
Det finns omkring 1800 arter, indelade i tre klasser.